# Массовое убийство в Хадите
Массовое убийство в Хадите (араб. مجزرة حديثة‎) — эпизод Иракской войны, произошедший в ноябре 2005 года и связанный с убийством американскими морскими пехотинцами 24 мирных иракцев в городе Хадита. Поначалу факт массового убийства был сокрыт, и информация о нём стала достоянием общественности только после того, как журнал Time предоставил американскому командованию свидетельства, опровергавшие официальную версию случившегося. В ходе расследования дела были выдвинуты обвинения против восьми американских военнослужащих; по состоянию на июнь 2008 года под следствием оставались двое из них.

## Убийство
Город Хадита расположен в провинции Аль-Анбар, которая в 2004—2005 годах была центром партизанского движения, направленного против коалиционных сил. В этот период в Аль-Анбаре погибло больше американских военнослужащих, чем в любой другой иракской провинции. С марта 2004 года этот район был зоной ответственности подразделений Корпуса морской пехоты США.
Утром 19 ноября 2005 года в пригороде Субхани находился на задании американский патруль роты K («Кило») 3-го батальона 1-го полка 1-й дивизии морской пехоты в составе четырёх вседорожников «Хамви». В 7 часов 15 минут одна из машин подорвалась на самодельном взрывном устройстве (Improvised Explosive Device, IED), в результате чего погиб 20-летний лэнс-капрал Мигель Терразас (Miguel Terrazas) и ещё два солдата были ранены. Согласно первоначальной официальной версии происшествия, при взрыве также погибли 15 мирных иракцев, а патруль попал под обстрел из автоматического оружия; в завязавшейся перестрелке были убиты 8 боевиков. Однако расследование показало, что в действительности произошло следующее. После подрыва на месте происшествия морские пехотинцы установили блокпост, возле которого вскоре появилось иракское такси. Таксист и четверо пассажиров были выведены из машины и расстреляны. Кроме того, морские пехотинцы штурмом взяли три дома рядом с местом подрыва, из которых, как утверждалось, по ним была открыта стрельба (по свидетельству местных жителей, огонь по американцам не вёлся). При этом в одном из домов было убито 7 мирных жителей, в другом — 8, в третьем — ещё 4.
Вскоре после произошедшего мэр Хадиты и делегация старейшин посетили американскую базу в городе, чтобы выразить своё возмущение. Корпус морской пехоты выплатил родным 15 убитых мирных жителей компенсацию в 2500 долларов за каждого погибшего.

## Расследование

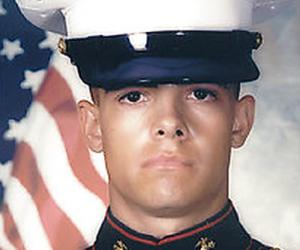
Стафф-сержант Фрэнк Вутерих

Первое официальное сообщение о произошедшем в Хадите (в котором гибель мирных жителей была связана со взрывом придорожной бомбы) не привлекло большого внимания СМИ, поскольку подобные инциденты происходили в Ираке практически ежедневно. Но уже в начале 2006 года появились первые свидетельства, ставившие под сомнение официальную версию. Иракский журналист и активист правозащитного движения Тахер Табет сделал видеозапись на месте событий и передал её журналу Time; снятые им кадры демонстрировали, что мирные жители погибли не от взрыва бомбы, а были расстреляны в собственных домах. Time, в свою очередь, передал видеозапись американскому командованию, и 9 марта 2006 года Корпус морской пехоты начал уголовное расследование этого дела. Командир 3-го батальона 1-го полка и два командира рот были сняты со своих должностей.
21 декабря 2006 года против восьми военнослужащих морской пехоты были выдвинуты обвинения по делу об убийстве мирных жителей в Хадите.
- Подполковник Джеффри Чессани (Jeffrey Chessani) — командир 3-го батальона 1-го полка. В июне 2008 года судья отклонил выдвинутые против него обвинения на основании того, что в ходе расследования имело место «недобросовестное командное влияние». Апелляция Корпуса морской пехоты была отклонена апелляционным судом в марте 2009 года. Оправдан в июне 2008 года.
- Стафф-сержант Фрэнк Вутерих (Frank Wuterich) — находится под следствием. В январе 2012 года признал свою вину в рамках сделки с обвинением о смягчении наказания.
- Сержант Саник Дела-Круз (Sanick Dela Cruz) — обвинения сняты в апреле 2007 года в обмен на дачу им свидетельства по делу.
- 1-й лейтенант Эндрю Грэйсон (Andrew Grayson) — оправдан в июне 2008 года.
- Капитан Лукас Макконнел (Lucas McConnell) — обвинения сняты в сентябре 2007 года в обмен на сотрудничество со следователями.
- Лэнс-капрал Джастин Шарратт (Justin Sharratt) — обвинения сняты в августе 2007 года.
- Капитан Рэнди Стоун (Randy Stone) — обвинения сняты в августе 2007 года.
- Лэнс-капрал Стивен Татум (Stephen Tatum) — обвинения сняты в марте 2008 года.

Таким образом, из восьми обвиняемых обвинения против шести человек были сняты, один оправдан, один штаб-сержант Фрэнк Вутерих 24 января 2012 года был признан виновным в ненадлежащем выполнении своих служебных обязанностей и приговорен к понижению в звании до рядового первого класса и урезанию зарплаты на 25%.

## Реакция
Согласно словам бывшего советника Демократической партии Сидни Блюменталя в статье журнала Salon Magazine:
Сообщается, что сокрытие информации в Хадите началось мгновенно. Однако на следующий день иракский студент-журналист снял видео с окровавленными и изрешеченными пулями домами, где произошла резня. Это видео попало в иракскую правозащитную группу и, наконец, к Тиму Макгирку, корреспонденту журнала "Time". Когда Time сделал свои первые запросы, представитель морской пехоты капитан Дж. "Джеффри С. Пул", который несколькими месяцами ранее выступил с первым заявлением о хадисе как акции против террористов, сказал журналистам, что они поддались пропаганде "Аль-Каиды". "Я не могу поверить, что ты покупаешь все это", - написал он по электронной почте. Тем не менее, известие дошло до генерал-лейтенанта. Питер У. Чиарелли, второй по рангу военный офицер США в Ираке, заявил, что никакого расследования не проводилось, и он немедленно отдал приказ о его проведении.
Согласно Los Angeles Times, военные источники и источники в Конгрессе различали два отряда: первоначальный отряд морской пехоты, участвовавший во взрыве и перестрелках, и разведывательный отряд морской пехоты, который делал фотографии вскоре после перестрелок. Согласно источникам Los Angeles Times, никакого расследования не проводилось до публикации в марте 2006 года в журнале Time статьи о массовом убийстве, даже несмотря на то, что фотографии разведывательного отряда не соответствовали отчету отряда морской пехоты о перестрелке. Согласно статье Time, военные чиновники обвинили в задержке расследования усилия отряда морской пехоты по сокрытию событий:
...Военные чиновники говорят, что, по их мнению, задержка с началом расследования была результатом первоначальных усилий подразделения скрыть произошедшее". Однако как военные, так и источники в Конгрессе сообщили, что "разведывательная группа", которая делала фотографии после перестрелки, по-видимому, не участвовала в каких-либо ненадлежащих действиях: ...Военные источники и источники в Конгрессе заявили, что нет никаких указаний на то, что члены разведывательной группы сделали что-либо неподобающее или задержали сообщение о своих выводах".
В той же статье LA Times приводились следующие слова представителя Республиканской партии Джона Клайна из Миннесоты:
Нет никаких сомнений в том, что задействованные морские пехотинцы, те, кто стрелял, были заняты тем, что лгали об этом и покрывали ситуацию — в этом нет никаких сомнений. Но я уверен, что как только командование узнало, что в этом может быть доля правды, они начали энергично этим заниматься. Сейчас у меня нет никаких оснований думать, что кто-то все это тянул.
В июне 2006 года премьер-министр Ирака Нури аль-Малики осудил убийства и призвал к скорейшему расследованию, заявив: "Преступление и страдания Хадиты... это ужасное преступление, в результате которого были убиты женщины и дети".
Джон Дикерсон и Далия Литвик из Slate предположили, что иракцы должны иметь возможность привлечь морских пехотинцев к ответственности:
Давайте позволим иракцам предать суду американцев, предположительно совершивших эти преступления. Соединенные Штаты хотят поддержать зарождающийся иракский институт демократии, верно? Вот почему мы хотели, чтобы Саддама судили в Ираке и через иракскую судебную систему - как для укрепления ее легитимности, так и для того, чтобы дать иракцам чувство сопричастности, которое приходит с контролем над судебным процессом. Почему же тогда мы не должны также передать наших собственных солдат, которые были причастны либо к резне в Хадите, либо к любым другим возможным массовым убийствам, для судебного разбирательства в рамках иракской судебной системы?

### Комментарии Представителя Мураты
17 мая 2006 года представитель Демократической партии Джон Мурта из Пенсильвании, полковник морской пехоты в отставке и критик войны, заявил на пресс-конференции, что внутреннее расследование подтвердило эту историю. Цитировались его слова:
Не было никакой перестрелки, не было никакого самодельного взрывного устройства, от которого погибли эти невинные люди. Наши войска слишком остро отреагировали из-за давления на них, и они хладнокровно убивали ни в чем не повинных мирных жителей
2 августа 2006 года старший сержант морской пехоты Фрэнк Д. Вутерих, возглавлявший группу обвиняемых, подал иск о клевете и вторжении в частную жизнь. В заявлении утверждалось, что Мурта "запятнал репутацию морского пехотинца, сообщив новостным организациям в мае, что подразделение морской пехоты раскололось после того, как в результате взрыва придорожной бомбы погиб один из его членов, и что войска "хладнокровно убивали невинных гражданских лиц". Мурта также неоднократно заявлял, что инцидент был "замят"." Вутериху было предъявлено обвинение по девяти пунктам обвинения в непредумышленном убийстве в 2008 году, а иск Вутериха против Мурты был отклонен в 2009 году, поскольку суд определил, что Мурта обладает неприкосновенностью, сделав свои комментарии как законодатель
25 сентября 2008 года бывший капрал Лэнс. Джастин Шарратт, один из морских пехотинцев, с которого были впоследствии сняты уголовные обвинения, подал иск о клевете против представителя. Мурта. В иске говорилось, что "из-за того, что Мурта неоднократно называл Шарратта "хладнокровным убийцей", а Мурта возмутительно утверждал, что инцидент в Хадите был сравним с печально известной резней (Ми Лай) во Вьетнаме, его репутации был нанесен постоянный, необратимый ущерб". В 2011 году иск Шарратта был отклонен апелляционным судом 3-го округа. Шарратт покончил с собой в своем доме в Пенсильвании 3 августа 2022 года. Ему было 37 лет.

### Сравнение с массовыми убийствами в Ми Лай
Многие новостные репортажи сравнивали убийства Хадиты с резнёй в Ми Лае в 1968 году во время войны во Вьетнаме, а некоторые комментаторы описывали это как "Ми Лай Буша".,или  "Иракский Ми Лай". Очень часто эти убийства описывались как часть более широкой схемы нарушений прав человека, совершаемых американскими войсками в Ираке. Как отмечает репортер Spiegel в интервью Майклу Саллаху, получившему Пулитцеровскую премию за расследование зверств, совершенных подразделением "Тайгер Форс" во Вьетнаме, "вам было бы трудно найти хоть одну газету в Германии или где-либо еще в Европе, которая не упоминала бы Май Лай, Абу Грейб и Хадису в одной газетой заметке".
Было  предположено, что убийства в Хадисе, возможно, подобно резне в Майлае, привели к дальнейшему снижению поддержки конфликта американской общественностью. Однако некоторые отвергли это сравнение, в том числе известный журналист Кристофер Хитченс, который  в эссе от 5 июня 2006 года, заявил следующее:
...все эти бойкие разговоры о Ми Лай - сплошная пропаганда и пустая болтовня. Во Вьетнаме правила ведения боевых действий были таковы, что таковое зверство как резня жителей деревни Майлай заняла почти день, а не несколько раскаленных добела минут - было в подавляющем большинстве случаев вероятным. Это безобразие было остановлено только храбрым офицером, который подготовил своего стрелка-вертолетчика к стрельбе. В те дни не было высокоточных ракет, но были "зоны свободного огня", "подсчет жертв" и другие виртуальные подстрекательства к психованным офицерам, таким как капитан Дж. Медина и лейтенант Келли. Как следствие, для американских солдат уже некоторое время используется учебный фильм о Ми Лай – "если случится что–то подобное, вы действительно облажались".
Наиболее частой параллелью, проводимой между убийством 504 вьетнамских жителей деревни Ми Лай и двумя десятками иракцев, убитых в Хадите, является стремление военных скрыть и обелить гибель гражданского населения. Мартин Шоу отметил на аналитическом сайте OpenDemocracy,что из 22 офицеров, привлеченных к суду за массовое убийство в Ми Лае, все были оправданы, за исключением лейтенанта Уильяма Келли, который отбыл всего три с половиной года из своего пожизненного заключения. Профессор Шоу отметил, что "в тех немногих случаях, когда солдат обвиняли в зверствах в Ираке и Афганистане, обвинительные приговоры были немногочисленными".
Были также проведены сравнения с делом Иларио Пантано, которому первоначально было предъявлено обвинение в преднамеренном убийстве в Ираке, но оно было снято после того, как было установлено, что нет достоверных доказательств или свидетельских показаний. Сам Пантано выступил в защиту "морских пехотинцев Хадиты", возражая против того, что он назвал "поспешностью в суждениях".
Эти убийства также сравнивались с убийствами в Афганистане, в частности со стрельбой в Шинваре в 2007 году.

## Фильм
- В 2007 году британским режиссёром Ником Брумфилдом был снят художественный фильм «Битва за Хадиту» (Battle for Haditha), основанный на массовом убийстве 2005 года.